# Géographie religieuse
 (avril 2019).
Si vous disposez d'ouvrages ou d'articles de référence ou si vous connaissez des sites web de qualité traitant du thème abordé ici, merci de compléter l'article en donnant les références utiles à sa vérifiabilité et en les liant à la section « Notes et références ».

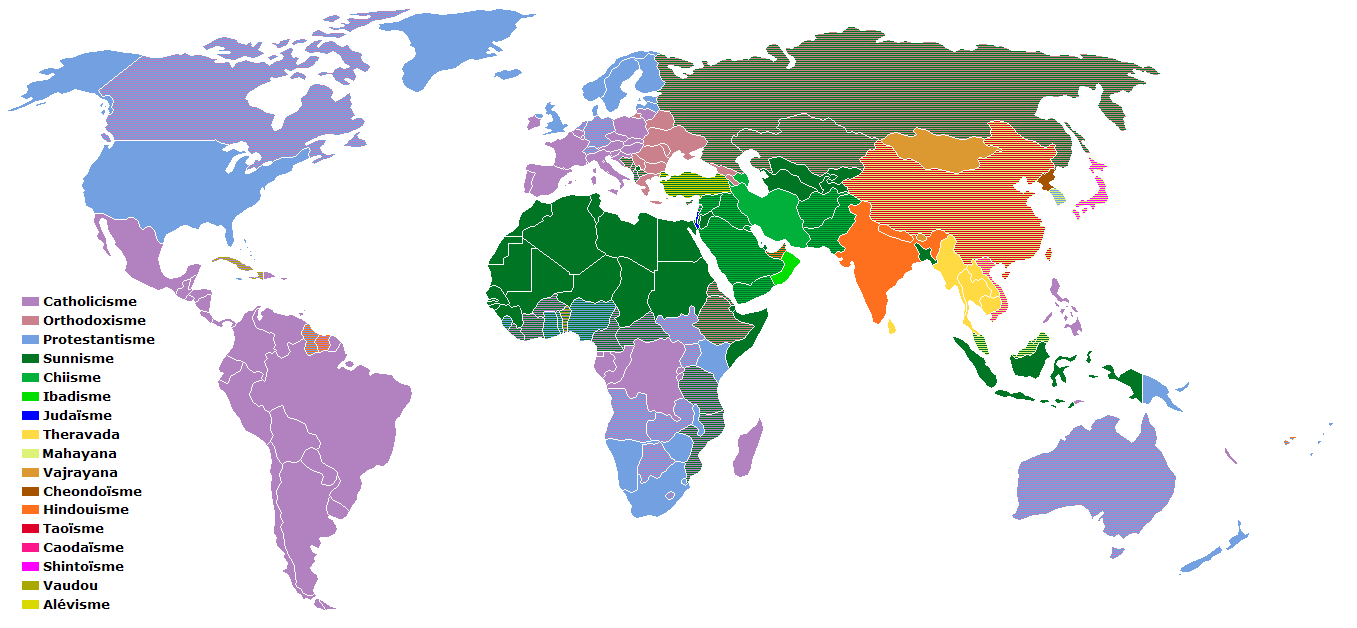
Carte du monde indiquant la religion dominante dans chaque pays

La géographie religieuse est l'étude de la répartition des religions. Elle cherche à comprendre pourquoi les religions sont là où elles sont et comment elles ont été créées. La géographie du fait religieux étudie la façon dont les sociétés sont influencées, dans leurs pratiques de l'espace, par la dimension culturelle observable des religions.
Il existe deux types de religions dans la géographie religieuse, les religions dites universelles, et les religions vernaculaires. Les religions dites universelles sont des religions qui essayent de rassembler l'ensemble du monde et tout type de personne. Les principales religions dites universelles sont le christianisme, l'islam et le bouddhisme. Quant aux religions vernaculaire ou ethniques, elles rassemblent les ethnies créatrices de ces religions, comme c'est le cas du Shintoïsme au Japon (pays où cette religion a été créée, et qui fait partie intégrante de sa culture) ou encore de la religion vaudou, propre aux populations d'Afrique de l'Ouest et des Caraïbes.